# Досуговська волость
Досуговська волость — історична адміністративно-територіальна одиниця Краснинського повіту Смоленської губернії з центром у селі Досугово.
Станом на 1885 рік складалася з 33 поселень, 12 сільських громад. Населення — 3630 осіб (1810 чоловічої статі та 1820 — жіночої), 419 дворових господарств.
|                     | Площа, десятин | У тому числі орної, дес. |
| ------------------- | -------------- | ------------------------ |
| Сільських громад    | 5930           | 3817                     |
| Приватної власності | 7917           | 1555                     |
| Іншої власності     | 202            | 50                       |
| Загалом             | 14049          | 5422                     |

Найбільші поселення волості станом на 1885:
- Досугово — колишнє власницьке село при річці Руфь за 15 верст від повітового міста, 769 осіб, 106 дворів, 2 православні церкви, 2 школи, водяний млин, 3 лавки, 3 ярмарки на рік. За 2 версти — православна церква, богодільня. За 3 версти — цегельний завод, 2 водяних млини.
- Сусловичі — колишнє власницьке село при річці Ляховка, 290 осіб, 45 дворів, православна церква, школа.